# Carrosses à cinq sols
Die carrosses à cinq sols (französisch, deutsch Wagen für fünf Sols) bildeten das erste öffentliche Personennahverkehrssystem der Welt. Das Konzept hierzu stammte vom Philosophen und Mathematiker Blaise Pascal.
Fünf mit Pferdeomnibussen bediente Linien verbanden ab dem 18. März 1662 mehrere Stadtteile von Paris miteinander. Auflagen des Parlement de Paris und Tarifanhebungen führten dazu, dass das Unternehmen um 1680 seinen Betrieb einstellte.

## Geschichte
Bis zum 19. Jahrhundert waren die Städte zumeist noch so kompakt, dass sich die Einführung eines öffentlichen Nahverkehrs nicht lohnte. In Paris wurden allerdings bereits im 17. Jahrhundert erste Versuche in diese Richtung unternommen, nachdem bis dahin Pferdedroschken (französisch fiacres) vorherrschten, die man stunden- oder tageweise mieten konnte.
Am 29. Oktober 1661 stellten der Herzog von Roannez Artus Gouffier de Roannez, der Marquis de Sourches und der Marquis de Crenan Pierre de Perrien bei König Ludwig XIV. einen Antrag, innerhalb der Stadt Paris Wagen betreiben zu dürfen, die die einzelnen Stadtteile miteinander verbinden.
Am 6. November wurde dann vom Herzog von Roannez und vom Marquis de Crenan zusammen mit Blaise Pascal und Simon Arnauld de Pomponne, dem Marquis de Pomponne, ein gemeinsames Unternehmen gegründet. Der Herzog von Roannez hielt hierbei drei Anteile, die anderen Teilhaber jeweils einen Anteil. Das Unternehmen hatte das Ziel, Wagen zu betreiben, die regelmäßig zu vorgegebenen Zeiten und auf immer demselben Weg die Stadtteile miteinander verbinden und bei denen jeder Passagier immer nur den festgelegten Fahrpreis von fünf Sols zu zahlen hat, auch wenn er der einzige Fahrgast sein sollte. Die originäre Idee hierzu stammte unzweifelhaft von Blaise Pascal. Seine Konzeption sah auch vor, ärmeren Personen einen niedrigeren Fahrpreis von zwei Sols anzubieten, was dann aber nicht umgesetzt wurde.
Die Hauptstadt Frankreichs zählte damals bereits über 530.000 Einwohner und war die fünftgrößte Stadt der Welt. Sie verfügte über mehr als 500 Straßen, 100 Plätze, neun Brücken und 22.000 Häuser. Die Wagen wurden mittels eines Beschlusses des Conseil du Roi vom 19. Januar 1662 genehmigt. König Ludwig XIV. unterschrieb den Antrag und gestattete somit diese zu betreiben und stimmte dem hierbei entstehenden Monopol zu. Nachdem am 26. Februar einige Versuche durchgeführt wurden, wurde der Betrieb nach und nach aufgenommen.

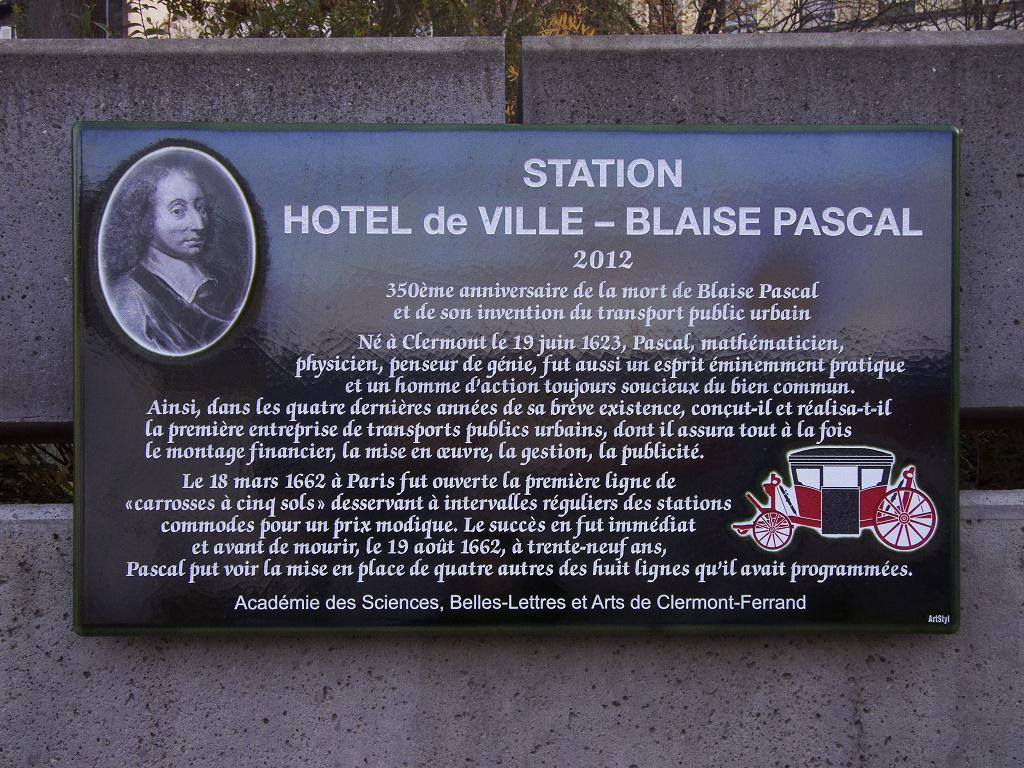
Gedenktafel zum 350. Jahrestag der Inbetriebnahme der carrosses à cinq sols

Ab 18. März 1662 verband die erste Linie mit sieben Wagen die Porte Saint-Antoine mit dem Palais du Luxembourg. Am 11. April kam eine zweite Linie hinzu, die von der Rue Saint-Antoine über die Rue Saint-Denis zur Rue Saint-Honoré nahe der Kirche St-Roch führte. Die dritte Linie verband ab dem 22. Mai das Palais du Luxembourg mit der Rue Montmartre. Die vierte Linie nahm am 24. Juni den Betrieb auf. Bei dieser handelte es sich um einen Rundkurs, der demzufolge auch den Namen Route du Tour-de-Paris erhielt. Diese Linie stellte aber auch dahingehend eine Innovation dar, dass ein Teilstreckentarif eingeführt wurde, bei dem abhängig von der Zahl der Abschnitte ein unterschiedlicher Preis zu zahlen war. Es gab sechs Abschnitte und immer wenn ein Fahrgast zwei weitere Abschnittsgrenzen, die sogenannten bureaux, passiert hatte, musste er weitere fünf Sols bezahlen. Am 5. Juli schließlich kam die fünfte und letzte Linie hinzu, die vom Palais du Luxembourg über Notre-Dame bis zur Rue de Poitou führte. Pascal hatte ursprünglich noch drei weitere Linien geplant. Es ist nicht gänzlich auszuschließen, dass diese später auch tatsächlich noch in Betrieb genommen wurden. Hierzu existieren jedoch keinerlei Dokumente.
Die Betriebszeit war im Winter von 7:00 Uhr morgens bis 19:30 Uhr abends und im Sommer von 6:00 Uhr morgens bis 21:00 Uhr abends.
Die Wagen, an denen das Wappen der Stadt Paris angebracht war, verfügten über acht Plätze und wurden von zwei Pferden gezogen. Sie wurden von einem Kutscher und einem Lakaien gelenkt. Jeder trug einen blauen Kittel mit Tressen, die je nach Linie unterschiedliche Farben hatten. Der Betrieb wurde mit großem Pomp eingeführt und von der Bevölkerung gerne angenommen. Allerdings wurde am 7. Februar 1662 vom Parlement de Paris ein Erlass herausgegeben, der im Gegensatz zum Erlass des Königs Einschränkungen im Bezug auf die Passagiere enthielt. So durften Soldaten, Lakaien, Pagen, Personen in Livree und andere Personengruppen nicht in die Wagen einsteigen, um der Bourgeoisie und anderen Personen mit Verdiensten mehr Komfort und Freiheit zuteil kommen zu lassen. Diese Einschränkungen entfachten Feindseligkeiten bei der betroffenen Bevölkerung und führten sogar zu gewalttätigen Demonstrationen. Die spätere Anhebung des Fahrpreises von fünf auf sechs Sols und in den letzten Jahren wohl auch die immer nachlässigere Wartung der Wagen trugen ebenfalls dazu bei, dass die Wagen mehr und mehr unpopulär wurden. Um den Frieden wiederherzustellen, drohte eine Polizeiverordnung jedem, der den geordneten Betrieb störe, Peitschenhiebe und größtmögliche Bestrafung an.
Das genaue Einstellungsdatum der carrosses à cinq sols ist nicht dokumentiert, es wird jedoch angenommen, dass dieses in den Jahren von 1677 bis 1680 liegt. Einer anderen Quelle zufolge endete der Verkehr schon 1675.

## Bedeutung
Die carrosses à cinq sols verfügten bereits im 17. Jahrhundert über die wesentlichen Eigenschaften des modernen öffentlichen Nahverkehrs. Die Wagen waren anfangs für jedermann zugänglich und fuhren nach einem festen Fahrplan mit Abfahrten in regelmäßigen Abständen, auf allen Linien alle siebeneinhalb Minuten. Es bestand also bereits ein Taktverkehr, wobei die Achtelstunde seinerzeit eine gängige Zeiteinheit war. Ebenso gab es bereits einen festen Tarif in Abhängigkeit von der zurückgelegten Fahrstrecke und ein geordnetes Beschwerdemanagement.

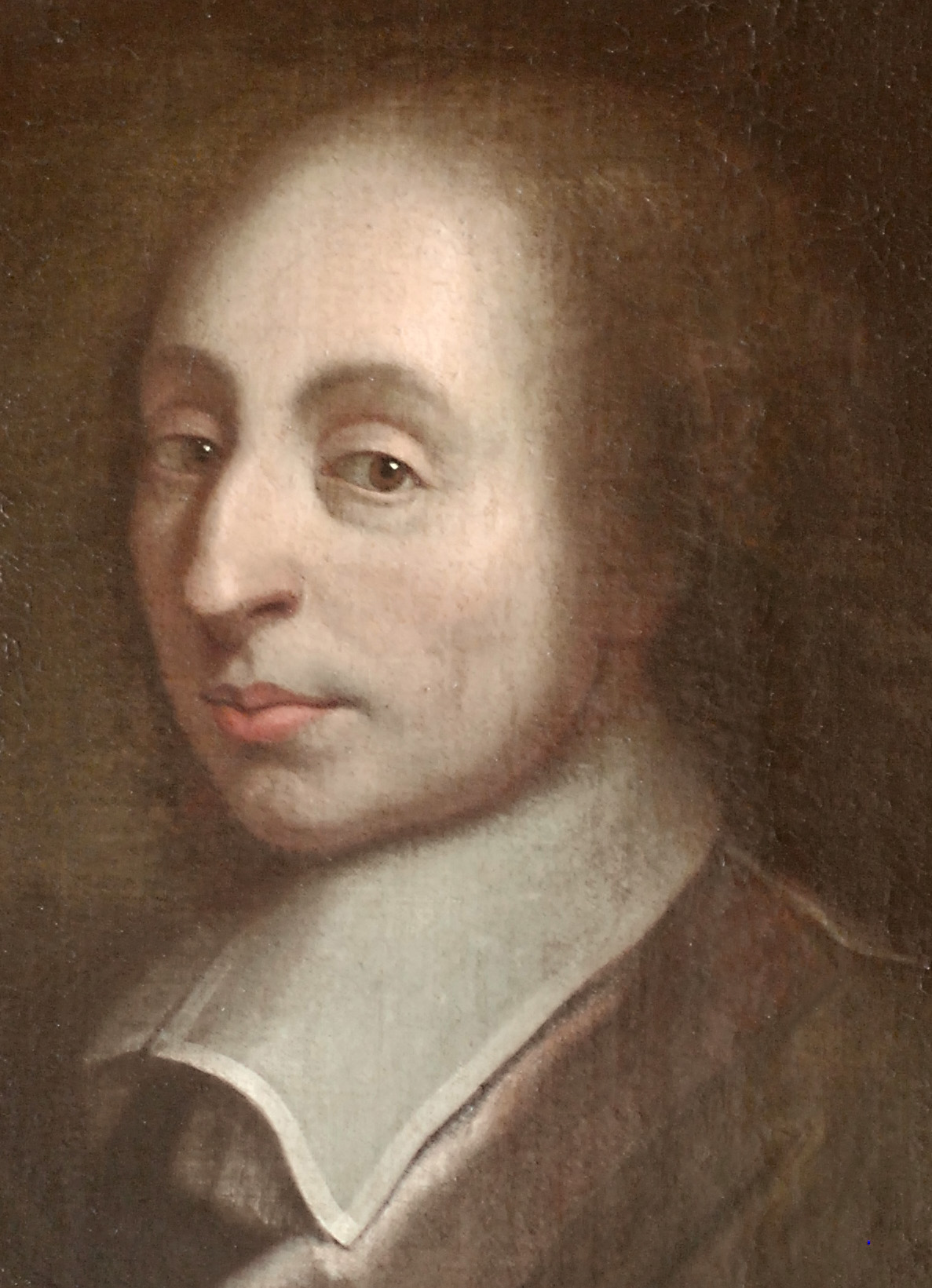
Blaise Pascal

Dieses innovative System war für seine Zeit zu fortschrittlich: Nach Anfangserfolgen führte die soziale Hierarchie der damaligen Zeit (und die auferlegten Beschränkungen) zu zurückgehenden Fahrgastzahlen. Gut Betuchte nutzten private Droschken, die Ärmeren, für die das System letztlich gedacht war, ersparten sich den Fahrpreis und gingen weiter zu Fuß. Taktstreckungen und Wagenausfälle sowie leere und halbleere Wagen waren die Folge, die zu permanenter Kritik und letztendlich zur Stilllegung des Systems führten. Der Großteil der Bevölkerung wohnte auch noch direkt am Ort der Arbeit, so dass der Bedarf nach einem öffentlichen Verkehrssystem dieser Art, dessen Frequenzdichte wohl auch für die damaligen Verhältnisse zu hoch war, nicht gegeben war. Erst eineinhalb Jahrhunderte später wurde das Verkehrsbedürfnis so akut, dass ein solches wieder eingeführt wurde: im Jahr 1823 nahm der Omnibus in Nantes seinen Betrieb auf und 1828 der in Paris. In der Zeit dazwischen gab es keinen öffentlichen Stadtverkehr, so dass hier Individualverkehrsmittel, Sammeltaxen und Mietwagen den Verkehr allein zu tragen hatten.
Blaise Pascal selbst verstarb bereits am 19. August 1662, also kurz nach Eröffnung der fünften Linie. Die Eröffnungsfahrt der ersten Linie soll der Anlass zu seinem letzten Ausgang in Paris gewesen sein. Dass die Wagen in ihrer Zeit aber tatsächlich „en vogue“ waren, zeigt sich unter anderem daran, dass sie Gegenstand einer dreiaktigen Komödie („L’intrigue des Carrosses à cinq sols“) wurden; sie wurde 1662 im Théâtre du Marais uraufgeführt und 1663 gedruckt.
Zur Motivation von Pascal zählte sicherlich, auch den armen Bevölkerungsschichten eine Transportmöglichkeit zu geben. Er dachte auch bereits daran, weitere Systeme in Frankreich und im Ausland zu organisieren. Pascal war ein großer Menschenfreund und half den Armen, wo er nur konnte. Auch seine Teilhaberschaft an den Carrosses à cinq sols diente diesem Zweck, da er die Gewinne aus dem Unternehmen den Hungernden in Blois und dem Pariser Waisenhaus zukommen lassen wollte. Um die Hilfe schneller leisten zu können, wollte er seinen Anteil am Unternehmen schließlich sogar verpfänden.